# Carlo Rubbia
Carlo Rubbia (Gorizia, 31 maart 1934) is een Italiaans natuurkundige. In 1984 kreeg hij samen met de Nederlander Simon van der Meer de nobelprijs voor de natuurkunde voor hun bijdrage aan de ontdekking van het W-boson en het Z-boson.

## Biografie
Rubbia zag het levenslicht in het Noord-Italiaanse stadje Gorizia als zoon van de elektrotechnicus Silvio en Bice Liceni Rubbia, onderwijzers aan een basisschool. Aan het eind van de Tweede Wereldoorlog werd een gedeelte van de regio ingelijfd bij Joegoslavië en verhuisde het gezin naar Venetië en daarna naar Udine. Hij studeerde aan de exclusieve Scuola Normale Superiore in Pisa en aan de universiteit van Pisa waar hij in 1957 zijn doctoraat behaalde.
Aansluitend ging hij naar de Verenigde Staten waar hij anderhalf jaar verbleef aan de Columbia-universiteit (1958-59) waar hij samenwerkte met enkele bekende natuurkundigen van die tijd. Hier voerde hij experimenten uit naar het verval en het nucleair invangen van muonen. Dit waren de eerste van een reeks experimenten die hij uitvoerde op het gebied van zwakke wisselwerking en die het toppunt zouden bereiken met zijn Nobelprijs winnend werk bij het CERN.
In 1960 keerde hij terug naar Europa waar hij zijn postdoctorale studie voortzette aan de universiteit van Rome. Een jaar later werd aangetrokken door het pas opgerichte Centre Européen pour la Recherche Nucléaire (CERN), het Europese centrum voor kernonderzoek, in Genève. Binnen het CERN maakte Rubbia snel promotie en voor zijn dertigste had hij de prestigieuze positie van teamleider bereikt.

### Ontdekking W- en Z-bosonen
Bij het CERN werkte hij aan experimenten naar de structuur van de zwakke kernkracht waarvan werd geloofd dat die een fundamentele rol spelen in de nucleosynthese van elementen. Bij het CERN werd een programma opgezet met de bedoeling om de elementaire velddeeltjes te ontdekken die verantwoordelijk zijn van de zwakke wisselwerking, de W- en Z-bosonen.
Om deze hypothese aan te tonen mocht Rubbia voor 100 miljoen dollar de bestaande Proton Synchrotron (PS) ombouwen naar Super Proton Synchrotron (SPS), om hiermee om protonen en antiprotonen met elkaar te laten bosten. De ombouw begon in 1981 met een internationaal team – bekend als de UA1 Collaboration – bestaande uit meer dan 100 internationale fysici en geleid door Rubbia. In 1983 was de ombouw gereed en al enkele maanden later werden de eerste W-bosonen waargenomen. Minder dan een jaar later werden ook de neutrale Z-bosonen gedetecteerd.
Rubbia's werk gaf hiermee het onomstotelijke bewijs aan van de theorie van "neutrale stroomtype" van Sheldon Glashow, Abdus Salam en Steven Weinberg, die hiervoor in 1979 de Nobelprijs voor de Natuurkunde hadden gekregen zonder dat met zekerheid was bewezen dat hun theorie correct was. Dat is waarschijnlijk mede de reden dat Rubbia, samen met Simon van der Meer, al in 1984, slechts enkele maanden na de desbetreffende ontdekking, zelf de Nobelprijs in ontvangst mocht nemen.
In 1970 was Rubbia aangesteld als Higgens Professor in de Natuurkunde aan de Harvard-universiteit, voor één semester per jaar naast zijn onderzoekactiviteiten bij CERN. Deze positie behield hij achttien jaar lang tot hij in 1989 werd benoemd tot directeur-generaal bij het CERN-laboratorium om in 1993 officieel met pensioen te gaan.